# Pfarrkirche St. Thekla (Wien)

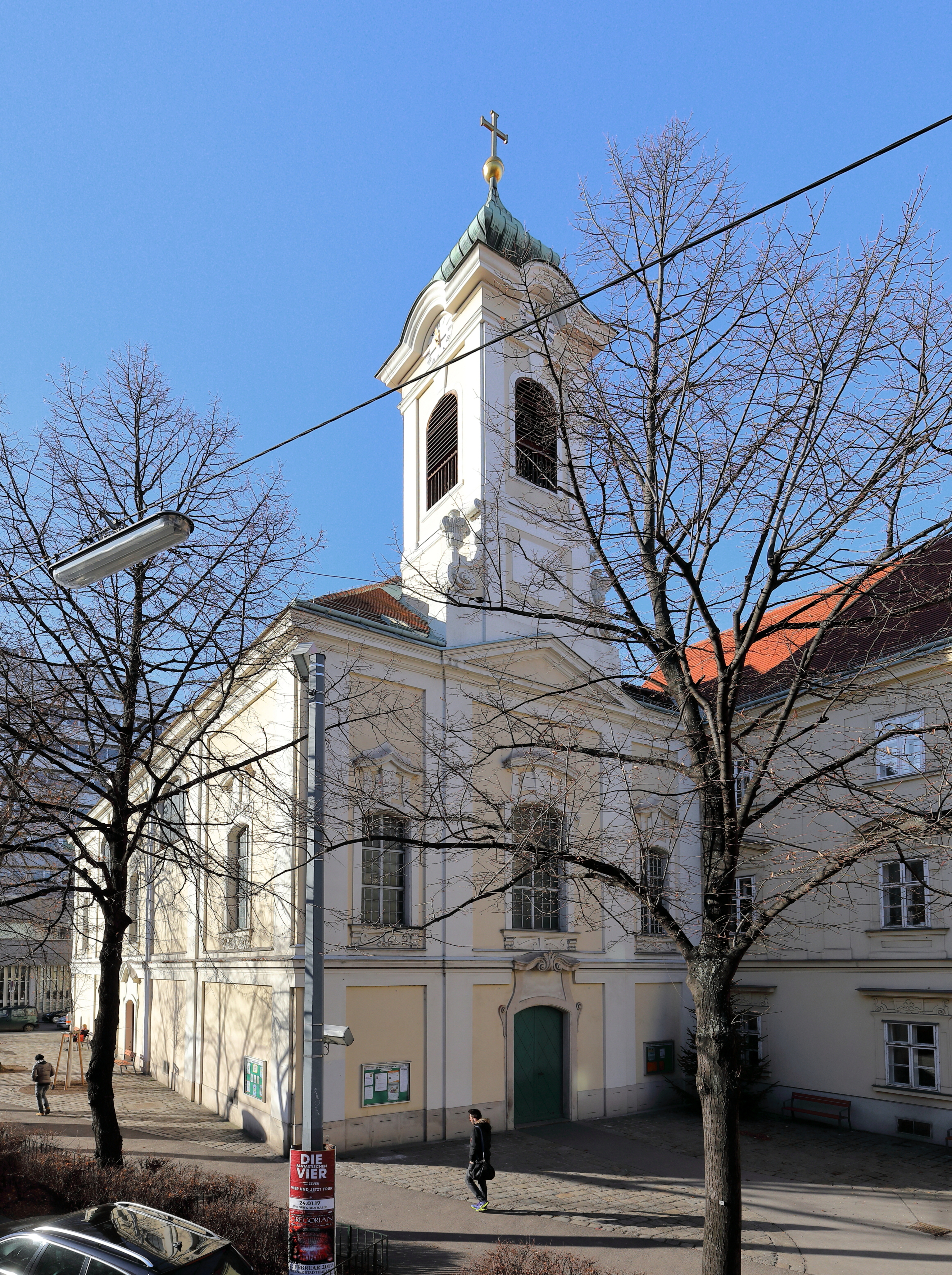
Pfarrkirche St. Thekla

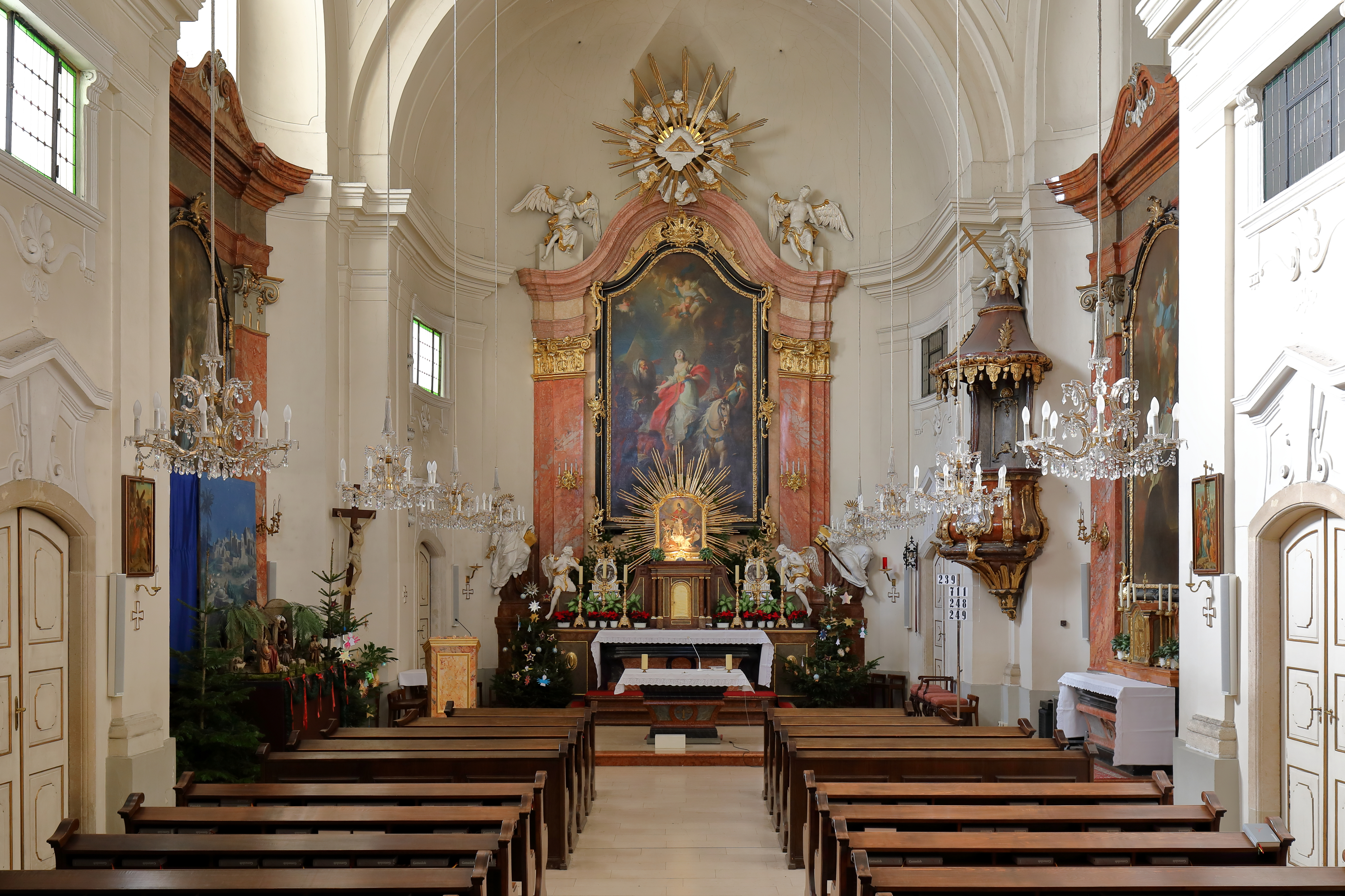
St. Thekla, Innenansicht

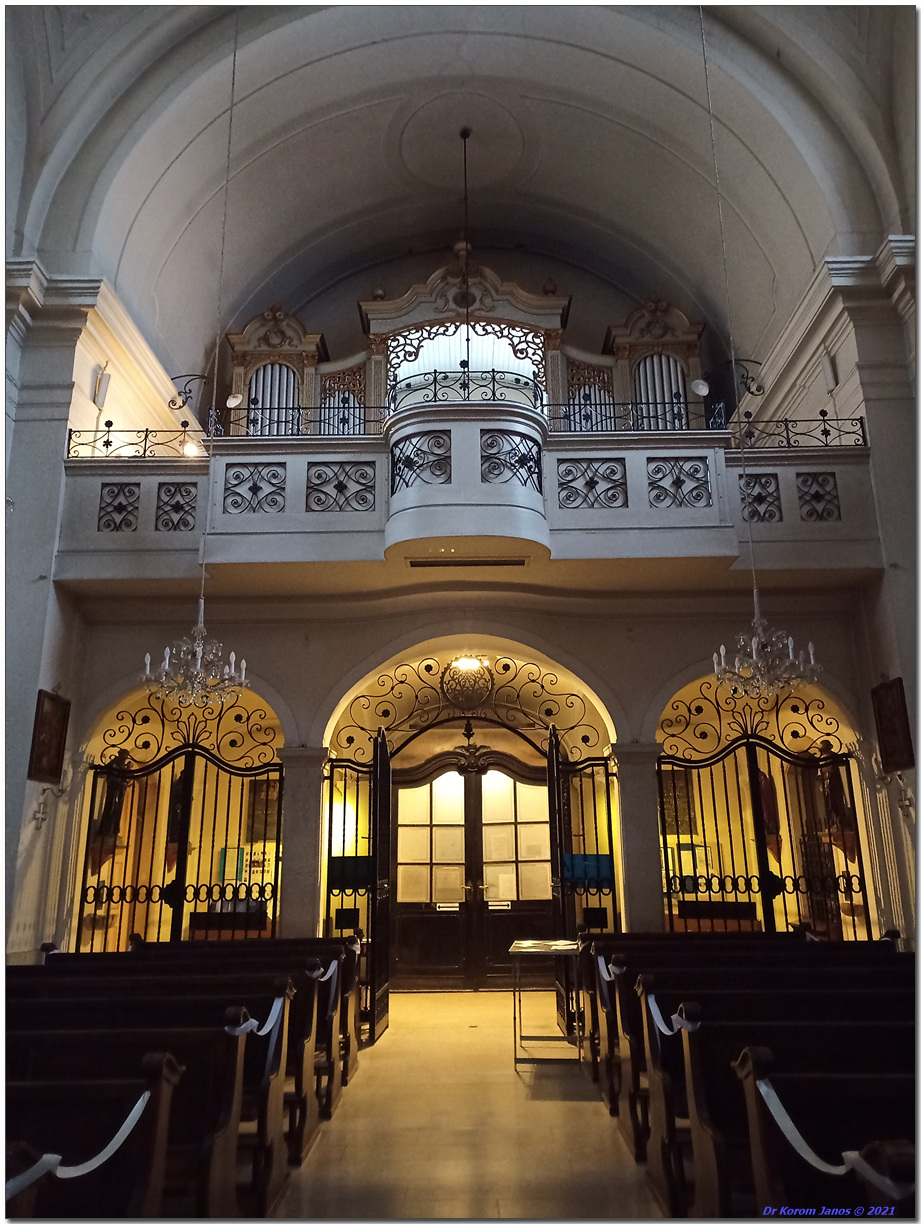
Orgel

Die römisch-katholische Piaristenkirche St. Thekla  in der Wiedner Hauptstraße 82 im 4. Wiener Gemeindebezirk Wieden ist Heimat der Pfarrgemeinde St. Thekla, einer von 4 Pfarrgemeinden der 2017 neu errichteten Pfarre zur Frohen Botschaft (im Stadtdekanat 4/5 im Vikariat Wien Stadt der Erzdiözese Wien). Die Kirche ist der heiligen Thekla geweiht und steht unter Denkmalschutz.

## Geschichte
Nachdem die Piaristen 1751 die Bewilligung erhalten hatten, in Wieden eine Kirche mit Kloster zu bauen, kauften sie 1752 außer den Klagbaum an der Widen ein Grundstück für deren Errichtung. Die Weihe der Kirche fand am 26. September 1756 statt.

## Kirche und Kloster
Kirche und Klostergebäude wurden nach den Plänen von Mathias Gerl errichtet und 1756 vollendet. Die Ausstattung der Kirche stammt von den Stuckateuren Jakob Philipp Kegelsperger und Pietro Orsatti sowie den Steinmetzen Matthias Winkler und Franz Joseph Steinböck.
Felix Ivo Leicher malte die Altarbilder der hl. Thekla, Maria Immaculata und des Ordensstifters, des hl. José Calasanz. Seine Fresken an den Giebeln von Kirche und Kollegium sind nicht mehr erhalten.
Die Orgel der Kirche wurde 1926 von Johann M. Kauffmann gebaut. Sie hat zwei Manuale und ein Pedal.